# گرگ گیتس
گرگ گیتس (انگلیسی: Greg Gates؛ ۲۸ آوریل ۱۹۲۶ – ۹ ژانویهٔ ۲۰۲۰) ورزشکار روئینگ اهل ایالات متحده آمریکا بود.
وی در مسابقات کشوری و بین‌المللی در مجموع برندهٔ ۱ مدال برنز شده‌است.